# Cadillac Le Mans
Cadillac Le Mans — концепт-кар, разработанный дизайнером Харли Эрлом и созданный компанией Cadillac. Это первый автомобиль Cadillac с панорамным лобовым стеклом. Название Le Mans автомобиль получил в честь проходившей во Франции гонки «24 часа Ле-Мана», где Cadillac участвовал в 1950 году.  
Cadillac Le Mans дебютировал в 1953 году в Нью-Йорке на выставке General Motors Motorama. Кузов автомобиля — родстер, с корпусом из стеклопластика и низким профилем (51 дюйм или 1300 мм до верхней кромки ветрового стекла).  
Автомобиль оснащён двигателем V8 объёмом 331 кубический дюйм (5420 см3), мощностью 186 кВт (250 л. с.); такая мощность серийных автомобилей Cadillac была достигнута лишь в 1955 году. Общая длина Cadillac Le Mans — 196 дюймов (4978 мм). Несмотря на создание четырёх прототипов, автомобиль так и не был запущен в производство.  

## Судьба автомобилей
Один экземпляр, переработанный Джорджем Баррисом, был приобретён Гарри Карлом — богатым обувщиком, подарившим автомобиль своей жене Мари Макдональд. Другой автомобиль был продан дилеру Cadillac в Беверли-Хиллз, штат Калифорния. Автомобиль, доработанный Джорджем Баррисом, сгорел в пожаре в 1985 году, в то время как ещё один экземпляр находится в экспозиции Cadillac Historical Collection в Уоррене, штат Мичиган. Автомобиль с четырьмя фарами и более изящными плавниками, модернизированный дизайнерами GM, находится в собственности GM Heritage Center.
Четвёртый Cadillac Le Mans демонстрировался в 1953 году на выставке Oil Progress Exhibition в аэропорту города Оклахома-Сити параллельно с двумя другими автомобилями, ранее представленными на выставке Motorama (Wildcat I и Starfire). После этого автомобиль экспонировался в автосалоне Greenhouse-Moore Cadillac Chevrolet в течение первой недели ноября 1953 года. 8 ноября 1953 года автомобиль пропал без вести. Многочисленные исследователи и энтузиасты автомобильного дела пытались отыскать пропавший Le Mans, однако их усилия не дали никаких результатов.

## Галерея

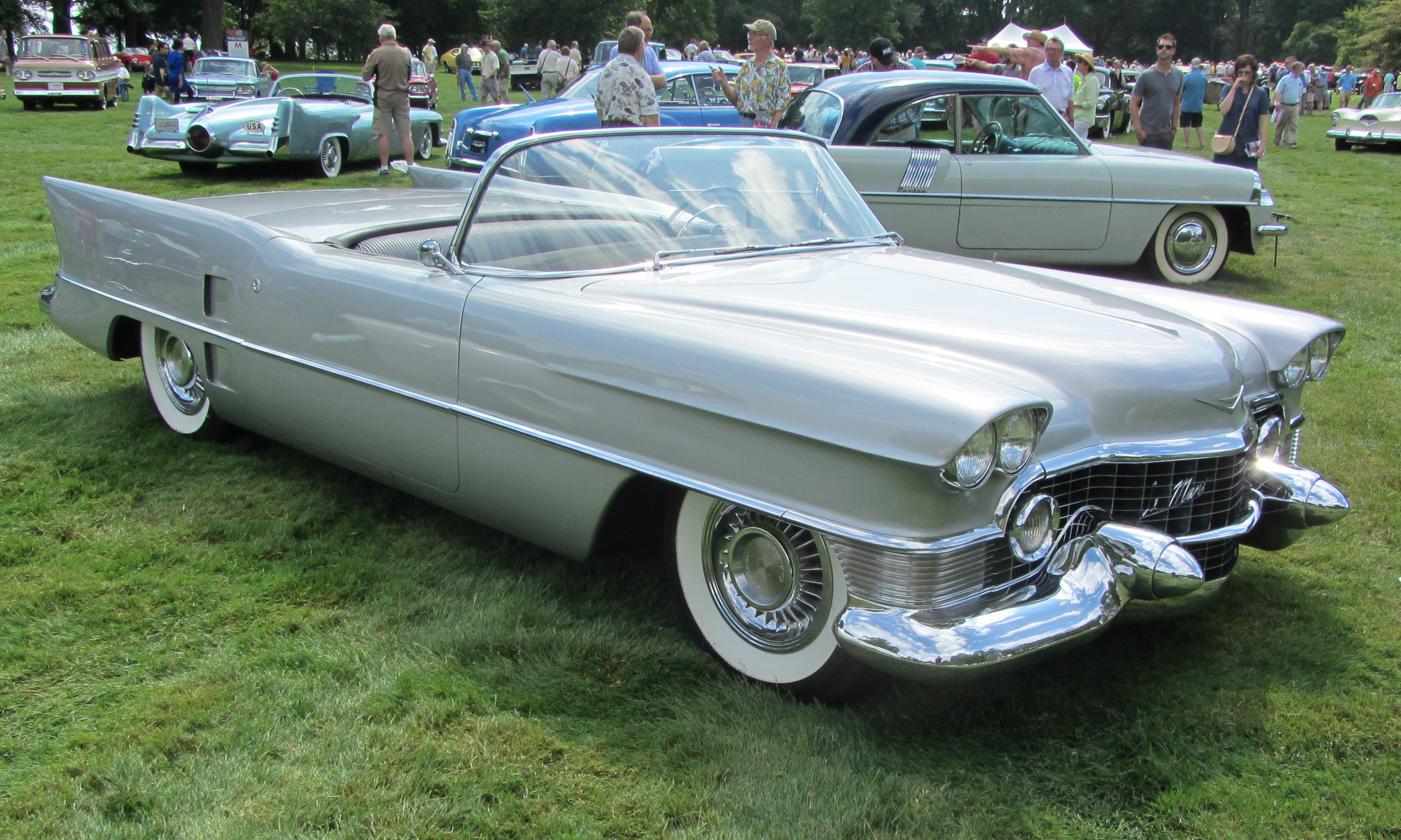
Концепт-кар Cadillac Le Mans подвергся переработке стилистами GM: появились четыре фары и более изящные плавники
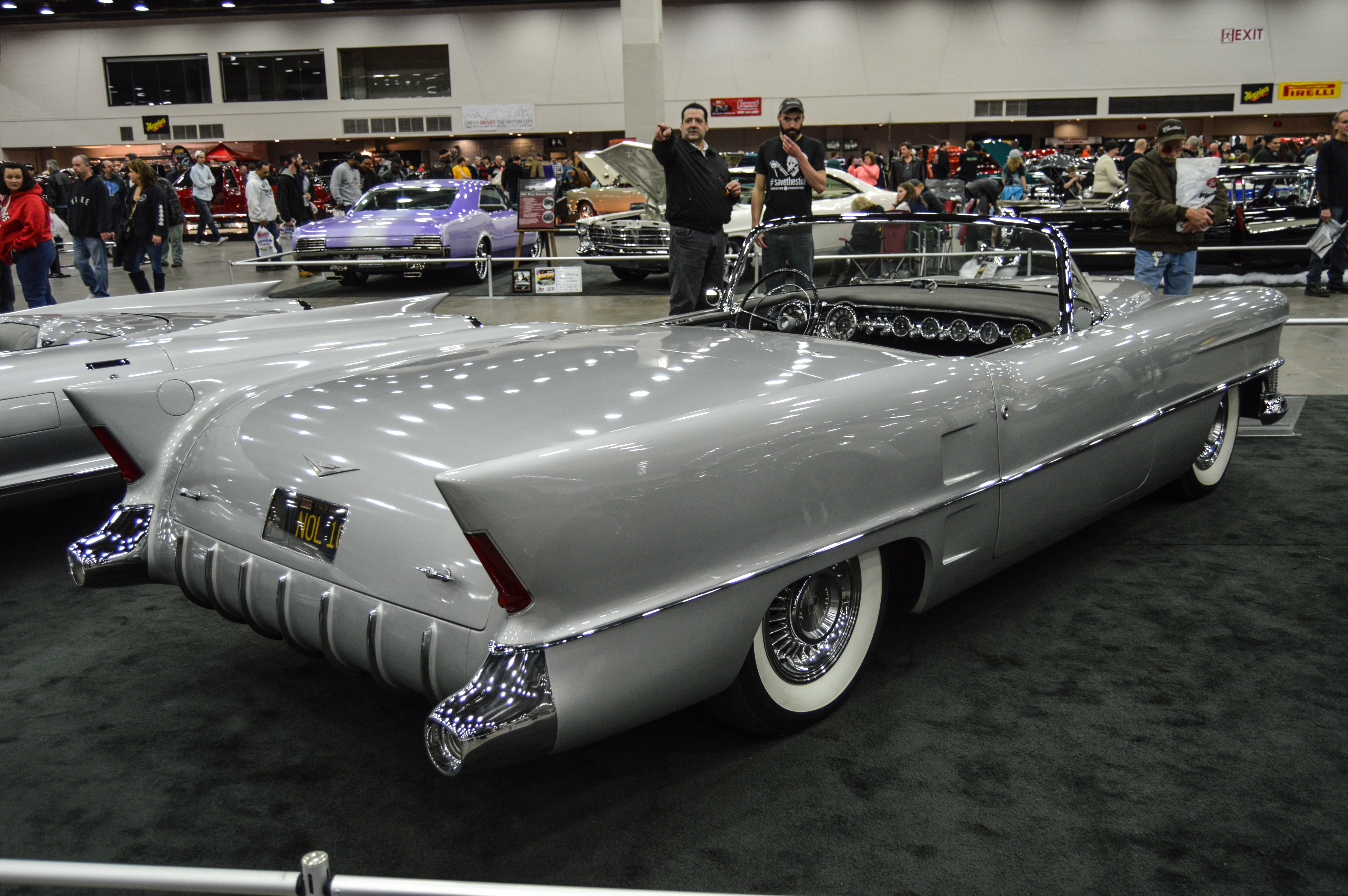
Вид сзади